# Pedro Aullón de Haro
Pedro Aullón de Haro (Águilas, diciembre de 1954) es un profesor humanista, epistemólogo y pensador estético español. Es catedrático de Teoría de la Literatura y Literatura Comparada, en la Universidad de Alicante, y director del Instituto Juan Andrés de Comparatística y Globalización.

## Biografía intelectual
Doctor en Filosofía y Letras, catedrático de Teoría de la Literatura y Literatura Comparada. Es ideador de una Estética general, así como teórico del Ensayo, de la poesía moderna y la Historia de las ideas; impulsor de los estudios de Asia en España y de la epistemología de las Ciencias humanas y la Ciencia de la literatura. Ha desarrollado intelectual y académicamente las ideas y conceptos mayores de 'a priori cultural', 'convergencia ética y ética arraigada', 'continuidad estética', 'discurso reflexivo', 'escatología y final de la Crítica', 'estética de la lectura', 'filipinismo', 'géneros ensayísticos', 'humanismo universal', 'ideación', 'malversación intelectual', 'metodologías comparatistas', 'Metodologías Humanísticas en la Era Digital', 'el objeto estético', 'universalidad barroca', 'universalidad-sublimidad-globalización'. Todo ello es parte de una Estética de Conciencia-Realidad y de la interpretación fenomenográfica que esta incorpora. 
Creó y dirige desde 1994, en la Universidad de Alicante, el "Grupo de Investigación Humanismo-Europa" que ideó el "Premio Juan Andrés de Ensayo e Investigación en Ciencias Humanas". Es director del "Instituto Juan Andrés de Comparatística y Globalización", entidad que actualmente mantiene el referido Premio, sustenta Ediciones Instituto Juan Andrés y la Biblioteca digital HUMANISMOEUROPA.org. Presidente de Honor del Instituto Juan Andrés de Estudios Hispano-Coreanos. Director Honorario de Recesión. Revista Internacional de Ciencias Humanas y Crítica de Libros. Dirige la serie "Metodologías Humanísticas en la Era Digital", así como las colecciones "Mayor" y "Menor" de Editorial Verbum, donde ha llevado a cabo una reconstrucción del humanismo en clave hispánica así como de la Estética española en ese marco.
Dirigió en la Universidad de Alicante el máster y el programa de doctorado "Metodologías Humanísticas en la Era Digital". Dedicado permanentemente a los estudios y la investigación de tercer ciclo, ha dirigido en este mismo centro más de una veintena de tesis doctorales, transformadas en libros publicados.
Es codirector junto a Araceli García Martín del Postdoctorado Internacional 'Ciencias Humanas - Comparatística - Globalización' y del Seminario Instituto-Biblioteca, en colaboración con la AECID.

## PUBLICACIONES FUNDAMENTALES

### Obras
- Teorya ng Komparatibong Literatura, ed. y trad. de Jennifer Zabala, Quezon, Central Books, 2022.

- Introduction to the Spanish Universalist School, Leiden, Brill, 2020. (En colab. con D. Mombelli).[10]

- Teoría del Ensayo y de los Géneros Ensayísticos, Madrid, Ediciones Complutense, 2019,[11][12]

- Continuity between the World and Art, and the Problem of Globalization, NewCastle, Cambridge Scholars Publishing, 2017.[13]

- La Escuela Universalista Española del siglo XVIII, Madrid, Sequitur, 2016.[14][15]

- Idea de la Literatura y teoría de los géneros literarios, ed. de Mª Rosario Martí Marco, Salamanca, Ediciones Universidad de Salamanca, 2016.

- L'Idéation Baroque, trad. de Evelyne Tocut, Madrid, Casimiro livres, 2017.

- La Ideación Barroca, Madrid, Casimiro, 2015.[16]

- Escatología de la Crítica, Madrid, Dykinson, 2013.[17]

- Estética de la lectura, Madrid, Verbum, 2012.

- La concepción de la modernidad en la poesía española. Introducción a una Retórica literaria como historia de la Poesía, Madrid, Verbum, 2010.

- The Continuty of the World and of Art, trad. de J. Buckenham, Quezon, Central Books, 2011.

- La continuidad del mundo y del arte, Madrid, Dykinson, 2011.

- La continuità del mondo e dell’arte, ed. de S. Scandellari, trad. de S. Chiapello, Florencia, Le Lettere, 2009.

- La sublimidad y lo sublime, Madrid, Verbum, 2006 (2.ª ed. rev. 2007).

- El signo y el espacio, Madrid, Conde-Duque, 2002 (2.ª ed. Universidad de Alicante, 2003).

- Teoría general del personaje, Madrid, Heraclea, 2001.

- La Modernidad poética, la Vanguardia y el Creacionismo, ed. de J. Pérez Bazo, Málaga, Anejos de Analecta Malacitana, 2000.

- Schopenhauer sobre la lectura, Madrid, Heraclea, 2000.

- Teoría del Ensayo, Madrid, Verbum, 1992 (y reimp.).

- La obra poética de Gil de Biedma, Madrid, Verbum, 1991 (2.ª ed. ampl. 2005).

- La poesía en el siglo XX, Madrid, Taurus, 1989.

- Los géneros didácticos y ensayísticos en el siglo XVIII, Madrid, Taurus, 1987.

- Los géneros ensayísticos en el siglo XIX, Madrid, Taurus, 1987.

- El Jaiku en España, Madrid, Playor, 1985 (2.ª ed. ampl. Madrid, Hiperión, 2002).

- Poesía de la Generación del 98, Madrid, Taurus, 1984 (y reimp. 1985, 1989).

- La poesía en el siglo XIX, Madrid, Playor, 1982 (2.ª ed. rev. Madrid, Taurus, 1988).

### Dirección de obras en equipo
- Idea de la Ilustración: Estudios sobre la Escuela Universalista, Madrid, Verbum, 2022.[18] [19]

- Teoría de la Literatura (Fundamentos), Madrid, Instituto Juan Andrés, 2022. (Ed. rev.).[20]

- La cuestión universitaria, Madrid, Instituto Juan Andrés de Comparatística y Globalización (Col. Metodologías Humanísticas), 2018.[21]

- Juan Andrés y la Escuela Universalista Española, Madrid, Ediciones Complutense, 2017. (En colab. con J. García Gabaldón)

- La Idea de lo Clásico, Madrid, Instituto Juan Andrés / Fundación Pastor, 2017. (En colab. con Emilio Crespo),[22][23]

- Historiografía y Teoría de la Historia del Pensamiento, la Literatura y el Arte, Madrid, Dykinson, 2015.[24]

- Translatio y Cultura, Madrid, Dykinson, 2015.

- Metodologías comparatistas y Literatura comparada, Madrid, Dykinson, 2012.[25]

- Teoría del Humanismo, Madrid, Verbum, 2010, 7 vols. + ed. DVD.[26]

- Teoría de la lectura, Málaga, Anejos de Analecta Malacitana, 2006.

- Óscar Esplá y Eusebio Sempere en la construcción de la modernidad artística. Un paradigma comparatista, Madrid, Verbum, 2005, 2 vols.

- Barroco, Madrid, Verbum/Conde Duque, 2004 (reimp. 2013, 2 vols.),[27][28]

- Juan Andrés y la teoría comparatista, Valencia, Biblioteca Valenciana, 2002.

- Teoría de la Crítica literaria, Madrid, Trotta, 1994 (y reimp.).[29]

- Teoría de la Historia de la literatura y el arte, Madrid, Verbum/U. de Alicante, 1994 (y reimp.).

- Introducción a la Crítica literaria actual, Madrid, Playor, 1984 (y reimp.).

### Ediciones de Estética y Teoría literaria
- Benedetto Croce, Estética como ciencia de la Expresión y Lingüística general, Madrid, Instituto Juan Andrés, 2021 (Nueva edición; 1ª 1997). (En colab. con J. García Gabaldón).

- José Lezama Lima, La Expresión Americana (Un tratado de Estética aplicada), Madrid, Verbum (Col. Verbum Mayor), 2020.

- Friedrich Schiller, Lo sublime, trad. de Alfred Dornheim, Madrid, Casimiro, 2017 (Nueva edición; 1ª ed. Ágora, 1992).

- Georg Lukács, Sobre la esencia y forma del Ensayo, trad. de M. Sacristán, Madrid, Sequitur, 2015.[30]

- Arthur Schopenhauer, Sobre la lectura y los libros, trad. de E. González Blanco, Madrid, Sequitur, 2015.

- Alfonso Reyes, El deslinde. Prolegómenos a la Teoría literaria, Madrid, Verbum (Col. Verbum Mayor), 2014. (En colab. con Esther Zarzo).[31]

- Ramón Gómez de la Serna, Humorismo, Madrid, Casimiro, 2014.

- Johan Huizinga, Acerca de los límites entre lo lúdico y lo serio, trad. de Goedele de Sterck, Madrid, Casimiro, 2014.

- Montesquieu, Ensayo sobre el gusto, Madrid, Casimiro, 2014.

- Manuel Milá y Fontanals, Principios de Estética o de Teoría de lo Bello, Madrid, Verbum (Col. Verbum Mayor), 2013.[32]

- José Lezama Lima, Escritos de estética, Madrid, Dykinson, 2010.[33]

- Manuel Milá y Fontanals, Estética y Teoría literaria, Madrid, Verbum (Col. Verbum Mayor), 2002.

- Karl Christian Friedrich Krause, Compendio de Estética, trad. de Francisco Giner, Madrid, Verbum, 1995 (2.ª ed. rev. 2009).

- Friedrich Schiller, Sobre poesía ingenua y poesía sentimental, trad. de J. Probst y R. Lida, Madrid, Verbum, 1994 (2.ª ed. rev. 2014).

- Jean Paul Richter, Introducción a la estética, trad. de Julián de Vargas, Madrid, Verbum, 1991.

### Ediciones de Juan Andrés, la Escuela Universalista, la Escuela de Salamanca y afines
- Luciano Pereña/Francisco Suárez, Francisco Suárez: Teoría de la Guerra y La Paz / La Guerra, la Intervención y La Paz internacional, Madrid, Instituto Juan Andrés, 2025 (en colaboración. con I. López Martín).

- Ramiro de Maeztu, Defensa de la Hispanidad, Madrid, Verbum, 2025.

- James Brown Scott, El origen español del Derecho Internacional moderno, y otros escritos, Madrid, Instituto Juan Andrés, 2024.

- Las Escuelas de Salamanca y Universalista, "Recensión", vol. 3, Madrid, 2020.[34]

- "Introducción" a Antonio Eximeno, De la Institución de los Estudios Filosóficos y Matemáticos, ed. de F. J. Juez Gálvez, Madrid, Instituto Juan Andrés, 2023.

- Juan Andrés y Lorenzo Hervás, "Síntesis histórico médica y visión antropológica (La cuestión epidemiológica según los universalistas)", Pandemia y cultura, Metodologías Humanísticas en la Era Digital, 2021.

- Juan Andrés, La Biblioteca Real de Nápoles. Los expolios y la fuerza de la memoria, estudio y ed. de P. Aullón de Haro, F.J. Bran y D. Mombelli, Madrid, Instituto Juan Andrés, 2020.

- Juan Andrés, Estudios Científicos, Madrid, Verbum (Col. Verbum Mayor), Madrid, 2019 (en colab. con D. Mombelli).

- "Prefacio" a Juan Andrés, La Literatura Española del siglo XVIII, ed. de D. Mombelli, Madrid, Instituto Juan Andrés, 2017.[35]

- "Prefacio" a Juan Andrés, La figura de la Tierra, ed. y trad. de Cristiano Casalini y Davide Mombelli, Madrid, Casimiro, 2017.

- Juan Andrés, Estudios Humanísticos, Madrid, Verbum (Col. Verbum Mayor), Madrid, 2017 (en colab. con E. Crespo, J. García Gabaldón, D. Mombelli, F.J. Bran).

- Juan Andrés, Furia. Disertación sobre una inscripción romana, ed. de P. Aullón de Haro y Davide Mombelli, Madrid, Instituto Juan Andrés, 2017.[36]

- Juan Andrés, Napoli, ed., trad. e introd. di P. Aullón de Haro e D. Mombelli, Madrid, Casimiro libri, 2017.

- Juan Andrés, Lorenzo Hervás y Antonio Eximeno, "Textos de autores de la Escuela", La Escuela Universalista Española del siglo XVIII, Madrid, Sequitur, 2016.

- Juan Andrés, Nápoles, Madrid, Casimiro, 2016.[37]

- Juan Andrés, Cartas familiares (Viaje de Italia), ed. de I. Arbillaga y C. Valcárcel; dir. por P. Aullón de Haro, Madrid, Verbum-Biblioteca Valenciana, 2004, 2 vols. [ed. crítica y completa]

- Juan Andrés, Origen, progresos y estado actual de toda la literatura, vol. I: "Estudio Preliminar", Historia de toda la Literatura; II: Poesía; III: Elocuencia, Historia, Gramática; IV: Ciencias Naturales; V: Ciencias Naturales; VI: Ciencias Eclesiásticas, Addenda, Onomástica; ed. de J. García Gabaldón, S. Navarro Pastor y C. Valcárcel; trad. de C. Andrés (I-V) y S. Navarro Pastor (VI), dir. por P. Aullón de Haro, Madrid, Verbum-Biblioteca Valenciana, 1997-2002, 6 vols. [ed. crítica y completa].

## PENSAMIENTO
El pensamiento de Aullón de Haro posee una singular dimensión crítica que aspira a una Estética como teoría general y Ética; arranca del estudio del Ensayo, la Poesía, la Modernidad y Asia y ha configurado una extensa bibliografía tanto ideadora como innovadoramente reconstructiva. Aullón de Haro ha vertebrado un eje metodológico comparatista y establecido una concepción filosófica fundada en la Estética y la Epistemología, regida por la reificación del Humanismo y destinada a proyectar un horizonte válido para la época de la Globalización. Esto, que ya iniciado el siglo XXI el autor define como una Estética de Conciencia-Realidad, puede sintetizarse en cinco argumentos consecuentes:
1. "La Estética es la Ontología y se refiere al Todo". La filosofía del arte, que ha de ser general, esto es comparatista y alcanzar la síntesis Occidente/Asia, no es sino una especificación de la Estética. Esto exige un concepto profundo tanto histórico como teorético de la "expresión" y de la dialéctica "continuidad/discontinuidad", así como la elaboración de una "hermenéutica fenomenográfica". La Hermenéutica es una metodología filológica y filosófica. Del mismo modo que la Fenomenología deviene Hermenéutica general, esta puede devenir Fenomenografía. La Estética posee presuposición ética y cabe ser establecida nuclearmente mediante la relación naturaleza-paisaje / sujeto-personaje / tránsito-viaje. No es aceptable para nuestro tiempo ni un hegelismo de la Filosofía del Arte sin Naturaleza y sin vida dinámica ni un poshumanismo facticista fruto de la sociologización. La relación inmediata "conciencia/realidad" es el camino inverso al del "a priori cultural". Entre los frecuentes y mayores errores contemporáneos se cuenta el confundir la "materia" con el "logos" y el "espíritu" con la "sociología". Una interpretación actual de la Universalidad es relativa a Sublimidad y Globalización.
2. Es preciso: elaborar una epistemología de las Ciencias Humanas pareja a la usual de las Ciencias físico-naturales y en consecuencia completar el conjunto del saber organizado evitando la invasión tanto del sociologismo como del cientificismo; fundamentar la Ciencia literaria y comprender el sentido reflexivo y la función literaria y filosófica del Ensayo, así como la dimensión ingente de los Géneros Ensayísticos, los cuales definen la construcción histórica del pensamiento y la otra mitad de la Literatura junto a la tríada de los géneros literarios artísticos. "La Literatura no es sino el conjunto histórico de los discursos de lengua natural altamente elaborados". El reverso de la desintegración moderna de la forma literaria puramente artística y de la forma de las artes lo revela la construcción del Ensayo. En todo este argumento, la principal deficiencia del siglo XX ha consistido en no comprender la cuestión profunda del 'estilo' y de la 'forma' y, de otra parte, persistir en el alejamiento de Filología y Filosofía, consecuencia de lo cual ha sido el establecimiento de una Filología sin pensamiento y una Filosofía ajena al devenir de las ciencias humanas. La proposición Metodologías Humanísticas en la Era Digital puede ser utilizada como instrumento para nuestro tiempo tanto en planos epistemológicos como académicos formales. Es imprescindible la reconstrucción de la Historia de las Ideas y la Comparatística así como el sostenimiento del Logos, su continuidad, en tanto Filología inteligente a fin de salvaguardar las Ciencias Humanas de la depauperación intelectual y ética. (Si bien se lee, en el pensamiento epistemológico implícito de Roman Jakobson y explícito de Karl Popper se encuentra el germen más eficaz para la destrucción de la cultura y la ciencia humanísticas).
3. "La Crítica es una exigencia ética". La interpretación de la Crítica de la época contemporánea exige un concepto doble y de gran alcance: escatología. La historia moderna de la Crítica literaria y de la cultura es "la crónica de una malversación surgida de la superación enciclopedista de la verdad mediante la mentira ideológica", a su vez derivada durante el siglo XX y con otros medios, a veces inconsciente pero complementariamente, por las corrientes estructural-formalistas o neo-neopositivistas y por la disolución del objeto a manos del sociologismo y el ideologismo, la corrección política, el nihilismo neovanguardista o decostruccionista y muy sintomáticos artificios apoyados en la tecnología: poshumanismo y posverdad. Las manifestaciones de vandalismo y de intolerancia ante la libertad intelectual de nuestro tiempo no son sino herencia de esa patología cultural. Disciplinarmente es necesario tanto superar la depauperación de la historiografía literaria y filosófica y reinterpretar el pensamiento idealista como vencer el final actual de la Crítica y vislumbrar una escatología de la misma en su sentido de reificación humanística no contradictoria con la contemplación y la acción, hacer justicia intelectual a sus tradiciones, asumiendo por otra parte "la desintegración artística de la forma kantiana y la disminución de las artes mayores" correlativa a la multiplicación de las mismas. "Está por escribir la Historia moderna de la Crítica, de las Ideas y, en general, del Pensamiento".
4. La difícil situación heredada requiere, en el caso español, una reconstrucción humanística de sus valores intelectuales mayores, a resolver en realidad como reconstrucción aun selectiva de la cultura hispánica, describiendo con nitidez una gran tradición intelectual anclada en los antiguos (Séneca, Quintiliano, Marco Aurelio) y proyectada por la Escuela de Salamanca y el Siglo de Oro (que constituyen una misma entidad desastrosamente disuelta por la historiografía), la Escuela Universalista Española del siglo XVIII (Andrés, Hervás, Eximeno..., Clavijero, Juan Ignacio Molina, Mutis, creadores del comparatismo europeo moderno y, en buena medida, de la Antropología cultural), la Estética española del XIX ("la inteligente resolución poskantiana dentro de la filosofía perenne de Milá y Fontanals, prolongada en la creación del género ensayístico de la 'Historia de las Ideas' por Menéndez Pelayo"; a su vez la estética krausista de Giner de los Ríos) y al fin la gama humanística de singularidades hispánicas contemporáneas, de Unamuno a Ortega, Maeztu, Eugenio D'Ors y Gómez de la Serna; de Santayana a Zambrano y Pánikkar; de José Martí y José Rizal a Vasconcelos, Henríquez Ureña, Alfonso Reyes y Lezama Lima, creador este de una alternativa hispánica a la Estética y la Crítica formalista y sociológica del siglo XX. La clave de la idea de "Cultura Hispánica" consiste en que aun cuando involucra el término "raza", no posee valor étnico sino cultural integrador. James Brown Scott explicó, ímplícitamente, y superando a Burckhardt, que el Renacimiento tiene dos caras: no es solo la cultura artística de Florencia sino también la ética de Salamanca. "Si el siglo XXI, a fin de adquirir su sentido, ha de conducir la Sublimidad a la Universalidad y ésta a la Globalización, en la historia moderna la Escuela Universalista define el paradigma ilustrado que mejor puede fundamentar un pensamiento de la Globalización". Esto presupone una idea de Humanismo universal y de Comparatística.
5. "El verdadero sujeto moderno no es el sujeto kantiano sino el íntegramente humano y de la humanidad mediante reconocimiento del 'otro' creado por la Escuela de Salamanca en el curso de las disputas del Nuevo Mundo". Se trata, asimismo, de "la radical anteposición de la Ética al Poder", fundada por Francisco de Vitoria y proseguida por Juan de Mariana, Francisco Suárez y otros salmanticenses. Ahora bien, es un hecho que la reciente ética gadameriana de la facticidad, que en realidad hereda a Heidegger negando a Dilthey por cuanto anula "actitud" y "valor", significa el desmontaje de toda Ética como categoría disciplinar y fundante. Son esos dos los conceptos con que García Morente fundamentó la idea de lo clásico. La cultura china, sabiamente tradicional y no teísta, por ello conciliable con el evolucionado teísmo cristiano, ha pasado a definir sin embargo, en virtud del totalitarismo, no la solución sino parte del problema. Asia y Occidente debieran alcanzar una especial "religación como 'Convergencia Ética' además de espiritual". El proceso de la Globalización, "meramente regido por la inercia neomercantilista de la expansión de los mercados, la velocidad de la comunicación electrónica y de los transportes no conduce a un encuentro de las dos grandes culturas matrices, occidental y asiática, sino a un grave problema de homogeneización y disolución ética y estética que ha de ser corregido mediante la acción cultural inteligente (tanto práctica como teorética) y el estudio crítico humanístico y comparatista". Por ello es preciso habilitar una comprensión de "la universalidad de la conciencia". Esta reconducción, que con el paso del tiempo será cada vez más difícil, no podrá llevarse a cabo de manera generalizada sin cierta colaboración institucional y un necesario espíritu internacionalizado, pero será condición de ello establecer las entidades de valor sobre la base de un pensamiento libre de ideologismos justamente dentro del difícil régimen de unas sociedades dominadas por el "apriorismo cultural", instituciones académicas burocratizadas e intelectualmente depauperadas que debieran reiniciarse en la Biblioteca y "la lectura como creación de humanidad", y una consciencia inerte a merced de intereses burdos, de los medios de comunicación y de la usual mentira política.